# Tea for Two

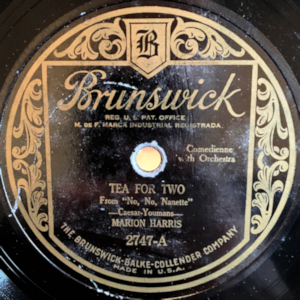
Skivetikett från Marion Harris inspelning 1924.

Tea for Two är en amerikansk sång (uruppförd den 21 april 1924) skriven av Vincent Youmans (musik) och Irving Caesar (text) för broadwaymusikalen No, No, Nanette. Den har spelats in ett flertal gånger, exempelvis av  Marion Harris (1924), Art Tatum (1939 - inspelningen fick en Grammy Hall of Fame Award 1986), Svend Asmussen (1939), Bing Crosby (1940), Doris Day (1951) och Tommy Dorsey (1958).